# Кандидоз

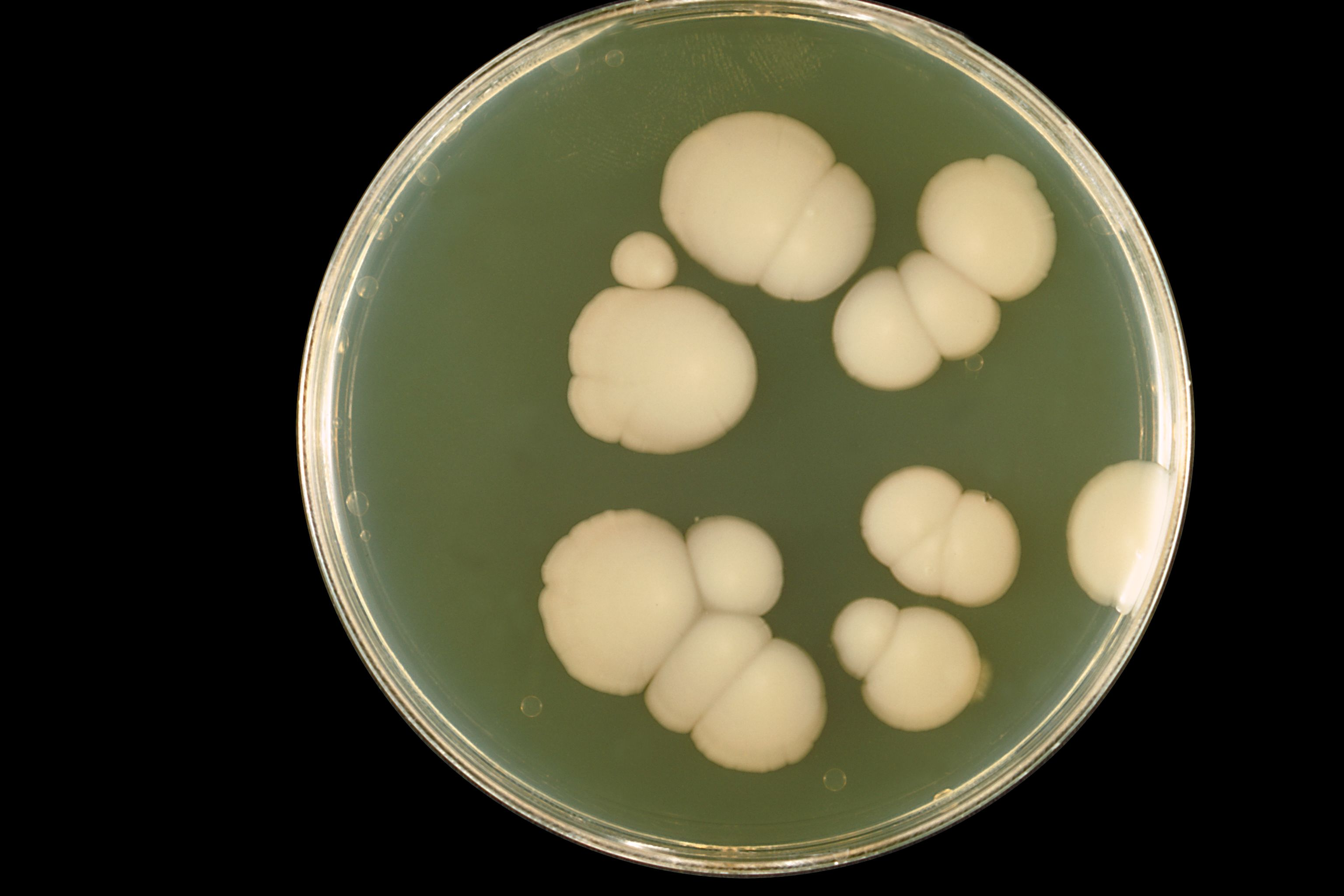
Культура Candida albicans, яка зросла на агарі

Кандидо́з (також Молочниця, англ. candidiasis, лат. candidosis) — грибкова інфекція, яку спричинюють представники роду Candida. Найпоширеніша людська патогенна грибкова інфекція.

## Актуальність
Кандидоз є третьою за значущістю причиною внутрішньолікарняної гемоконтактної інфекції. Інвазивний кандидоз призводить до 40-50 % летальності, особливо під час тривалої госпіталізації.

## Етіологія
Близько 200 видів роду Candida відомі в природі. Але тільки 15 з них спричинюють кандидоз. Candida albicans є найпоширенішою причиною кандидозних інфекцій у людей (до 60 %), але їх спричинюють й інші патогенні види — Candida glabrata (раніше Torulopsis glabrata; до 29 %), Candida parapsilosis (до 15 %), Candida tropicalis (до 12 %), Candida krusei, Candida lusitaniae, Candida kefyr та Candida guilliermondi (усі < 5 %). Candida krusei, Candida lusitaniae та Candida glabrata мають різного ступеня резистентність до протигрибкових засобів.

## Патогенез
Патогенні грибки роду Candida можуть процвітати в більшості середовищ, часто колонізують ротоглотку, шкіру, слизові оболонки, нижні дихальні шляхи, шлунково-кишковий тракт і сечостатевий тракт. Їхнє неконтрольоване розмноження часто відбувається при проведенні антимікробної терапії широкого спектра; через погіршення стану слизових оболонок та шкірних бар'єрів, які можуть виникнути за наявності внутрішньосудинних пристроїв або недавньої операції / травми або пошкодження тканин, хімієтерапії або променевого ураження; або зниження імунітету через хворобливі стани або ятрогенію.
Прояви кандидозної інфекції можуть відрізнятися залежно від типу імунодефіциту. Лімфоцити та клітинний імунітет мають важливе значення для профілактики кандидозу слизової оболонки. Тому пацієнти з дефіцитом Т-клітин мають схильність до розвитку рецидиву і / або стійкого слизово-шкірного кандидозу. Пацієнти з нейтропенією піддаються ризику інвазивного кандидозу та кандидемії, оскільки функціонуючі моноцити та поліморфноядерні клітини відповідають за знешкодження псевдогіфей і бластоспор. Система комплементу та імуноглобуліни необхідні для внутрішньоклітинного знешкодження грибків, і пацієнти з цими дефіцитами можуть мати триваліший перебіг кандидозної інфекції.

## Класифікація
У клінічній практиці виділяють кандидоз:
- шкірний, придатків шкіри та слизових оболонок (кандидіазні шкірні синдроми);
- хронічний шкірно-слизовий;
- респіраторний:

- ларінгеальний (гортані);
- трахеї і бронхів;
- кандидозна пневмонія;

- травносистемний:

- орофарінгеальний (ротоглотковий);
- езофагальний або стравоходовий;
- неезофагальний гастроінтестинальний;

- сечостатевий:

- вульвовагінальний;
- баланіт;
- цистит;
- безсимптомна кандидоурія;
- висхідний пієлонефрит.

- системний:

- кандидемія;
- дисемінований;
- ендофтальміт;
- нирковий;
- з ураженням ЦНС;
- з ураженням кістково-м'язової системи (артрит, остеомієліт, костохондрит, міозит);
- з ураженням міокарда-перикарда;
- перитоніт;
- абсцес селезінки та гіперспленізм;
- холецистит.

Ця класифікація є громіздкою.
У МКХ-10 у класі «Мікозів» виділяють:
- Кандидоз В.37:

- кандидозний стоматит В37.0;
- легеневий кандидоз В37.1;
- кандидоз шкіри та нігтів В37.2;
- кандидозний вульвовагініт В37.3;
- кандидоз інших ділянок урогенітальної системи В.37.4;
- кандидозний менінгіт В37.5;
- кандидозний ендокардит В37.6;
- кандидозний сепсис В37.7;
- кандидоз інших органів і систем В37.8;
- неуточнений кандидоз В37.9.

## Клінічні ознаки

### Кандидоз шкіри та нігтів

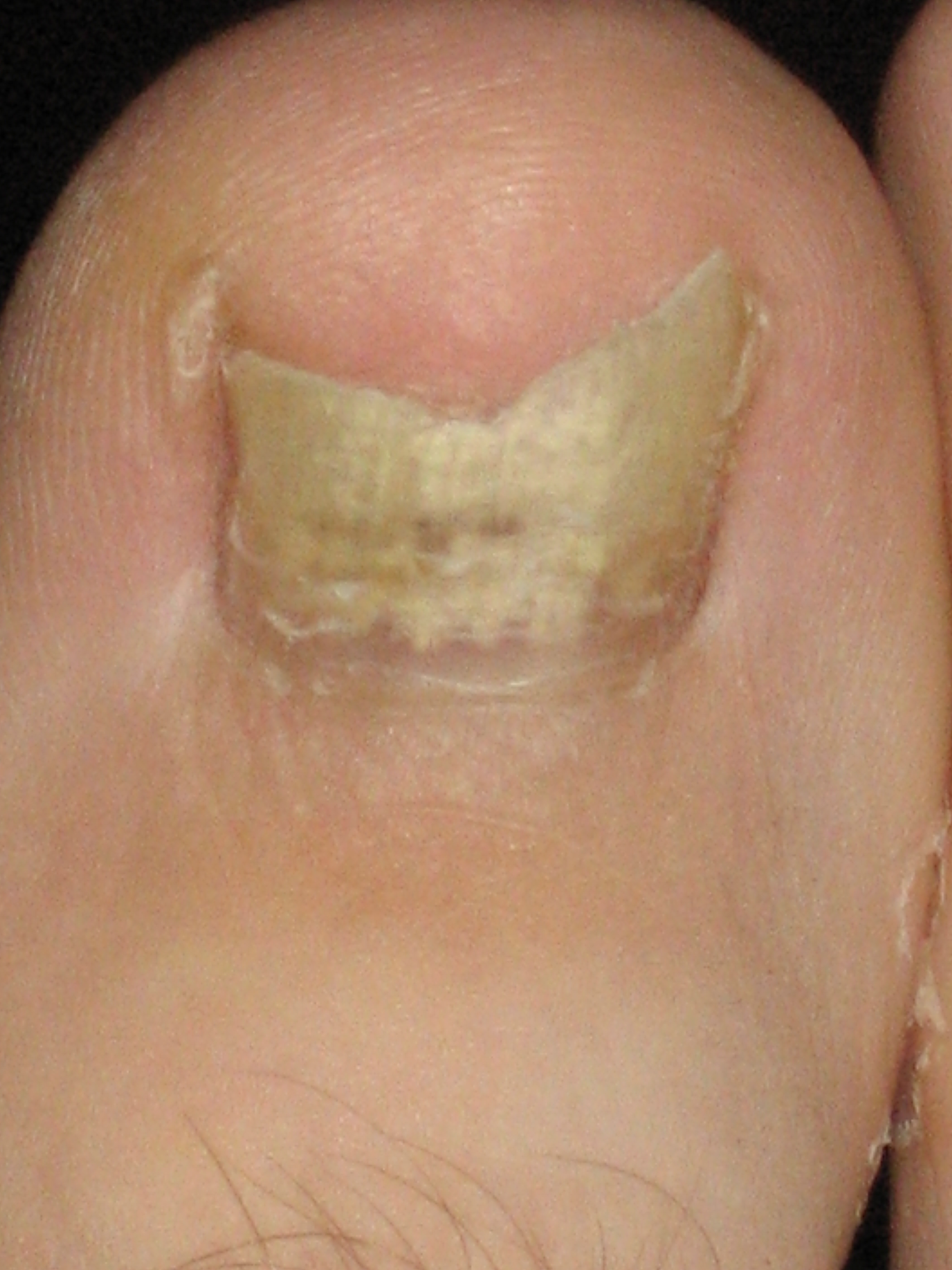
Кандидозне ураження нігтя

#### Кандідіазні шкірні синдроми
Включають багато проявів:
- кандидозний фолікуліт — ураження переважно у волосяних фолікулах і, рідше, може стати поширеним;
- пароніхія та оніхомікоз — часто пов'язані із зануренням рук у воду та цукровим діабетом. Формуються болісні, теплі на дотик, блискучі, напружені еритематозні ураження навколо та під нігтем та нігтьовим ложем. Відбувається потовщення нігтя, він стає звивистим, змінює колір, можливе його відпадіння.
- генералізований шкірний кандидоз — це незвичайна форма шкірного кандидозу, яка проявляється як дифузні висипання на шкірі тулуба, грудної клітки та кінцівок. Пацієнт відчуває сильний свербіж, особливо виразний у шкірних складках, періанальній ділянці, пахвових і пахвинних западинах, підошвах, руках та ногах. Фізикальне обстеження виявляє поширені висипання, які починаються як окремі везикули, які перетворюються на великі пухирі.
- інтертригінозний дерматит — процес розвивається на тій поверхні шкіри, яка знаходиться в безпосередньому контакті з тісною одежею, через що там є підвищена температура та вологість. Спочатку з'являється червоні плями, які швидко перетворюються на пузирі, що більшають і розриваються, внаслідок чого виникає мацерація. Мацерована поверхня оточена білим ободом, який складається з некротичного епідермісу. Швидко виникають сателітні ураження, які часто зливаються і процес поширюється надалі.
- метастатичні ураження шкіри виникають приблизно у 10 % пацієнтів із дисемінованим кандидозом та кандидемією. Ураження можуть бути численними або поодинокими, вони виглядають як почервонілі, щільні великовузлові ураження з чіткими межами. Біопсійні зразки цих ушкоджень містять дріжджові клітини, гіфи або псевдогіфи, а культури позитивні по роду Candida приблизно в 50 % випадків.

#### Хронічний слизово-шкірний кандидоз
Виявляють ураження шкіри, волосся, нігтів та слизових оболонок, які, як правило, мають тривалий і стійкий хронічний перебіг. Часто поєднується з кандидозним ураженням ротоглотки. Більшість цих уражень починається в дитинстві або протягом перших двох десятиліть життя. Початок у людей старше 30 років відбувається рідко. Часто пов'язаний з ендокринопатіями:
- Гіпопаратиреоїдизм
- Хвороба Аддісона
- Гіпотиреоз
- Цукровий діабет
- Тимоми (пухлини загруднинної залози)
- Зубна дисплазія
- Полігландулярна аутоімунна хвороба
- Аутоімунні ураження надниркових, щитоподібної залоз, шлунку (приблизно в 50 % випадків)
- Аутоімунні стани, при яких виробляються антитіла до клітин, які продукують меланін.

### Кандидоз травної системи

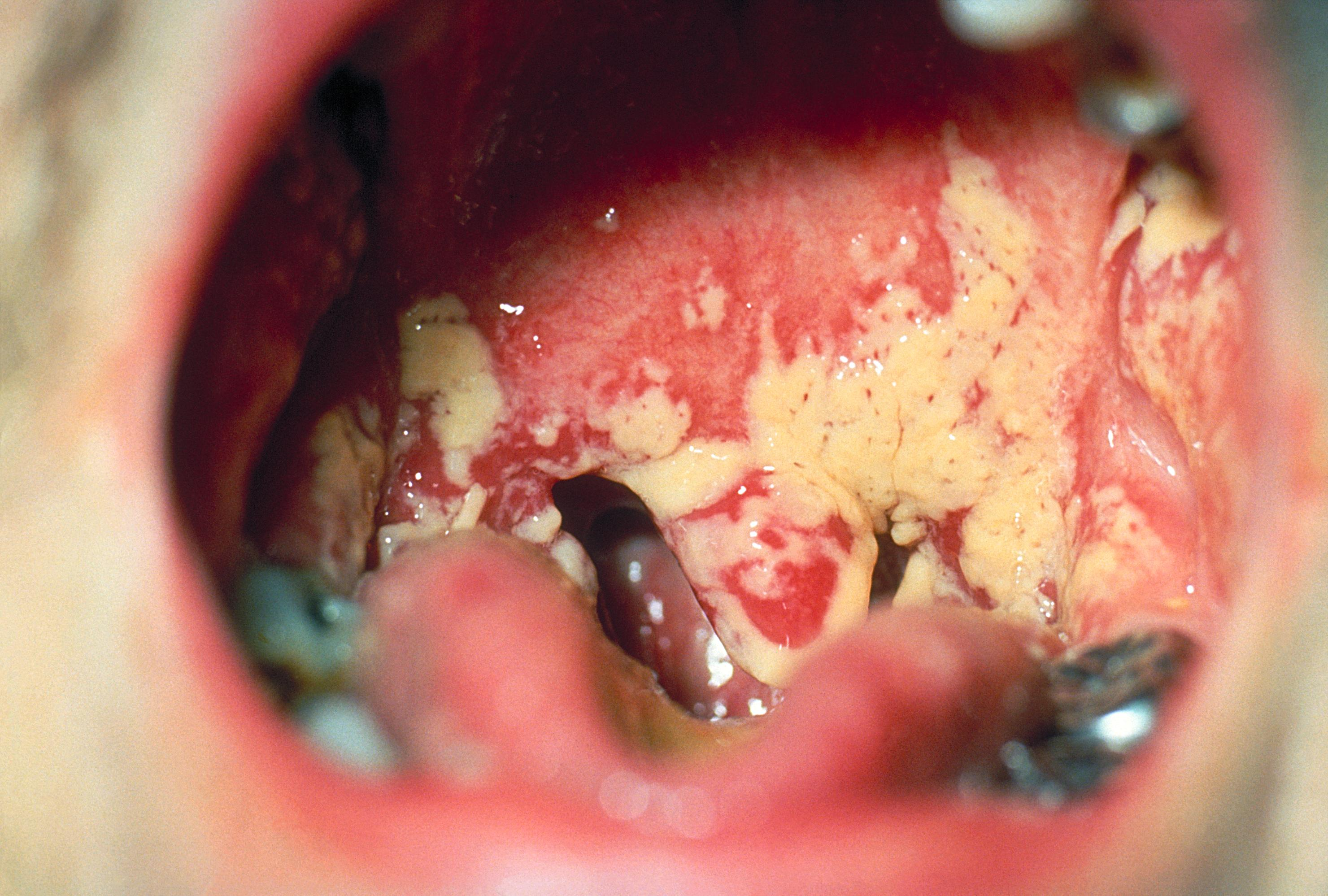
Поширене ураження ротоглотки з нашаруваннями біло-жовтого відтінку

#### Орофарингеальний кандидоз

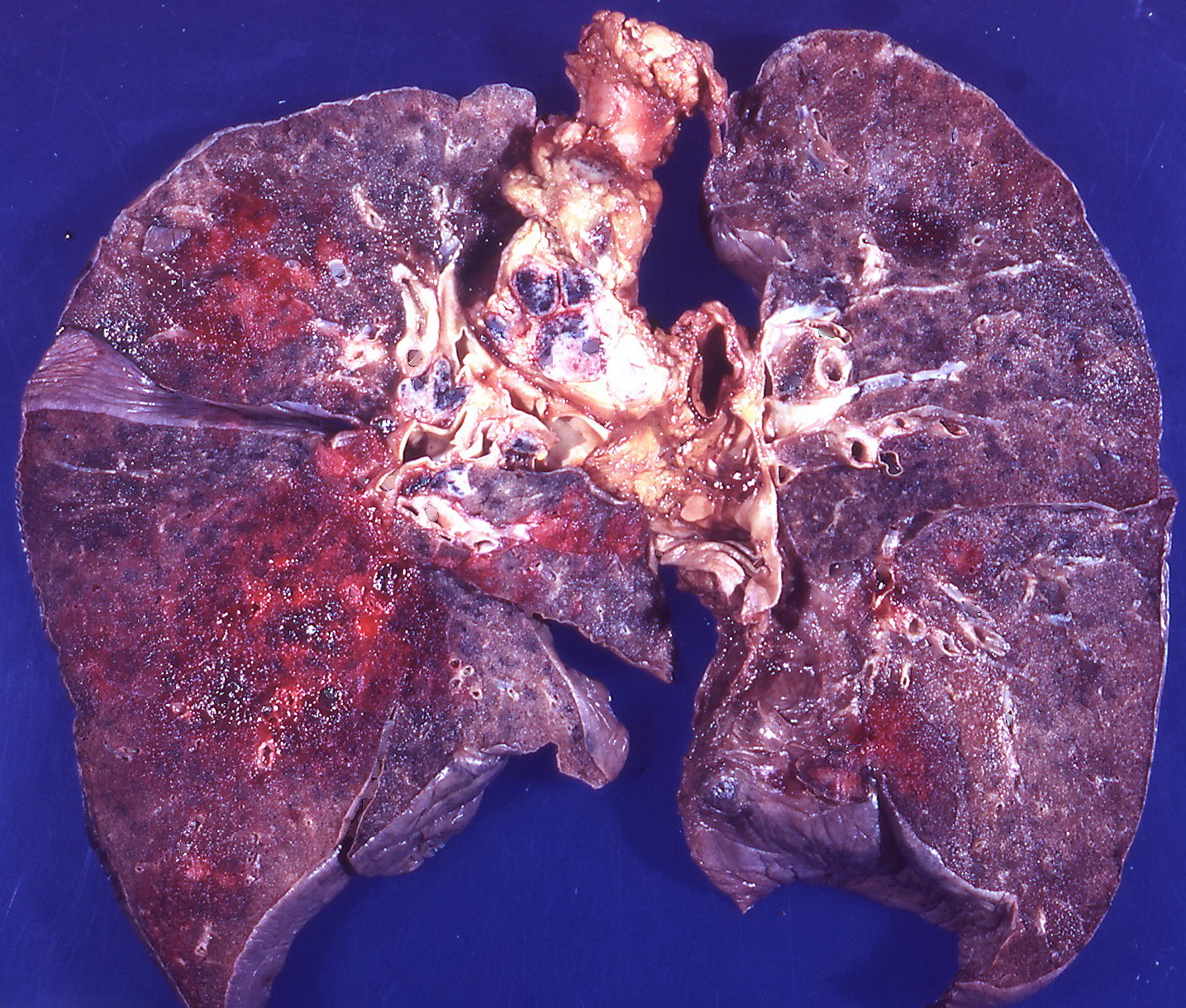
Геморагічна кандидозна пневмонія патоморфологічно

Хворий, як правило, має ВІЛ-інфекцію, носить зубні протези, має цукровий діабет або отримує антибіотики широкого спектра або інгаляційні стероїди. Часто перебіг є безсимптомним. Однак нерідко з'являються: різкий біль у роті, відчуття печіння язика, порушення ковтання (дисфагія), білі товсті нашарування на слизовій оболонці порожнини рота.
Виділяють 5 варіантів орофарінгеального кандидозу:
- мембранозний — один із найпоширеніших видів, характеризується білими нашаруваннями на поверхні слизової оболонки;
- еритематозний — мають місце еритематозні ураження на твердому і м'якому піднебінні;
- хронічний атрофічний (або зубний стоматит) — також вважається одним із найпоширеніших варіантів орофарінгеального кандидозу. Наявні ознаки та симптоми включають хронічну еритему та набряк частини неба, що контактує з протезами.
- ангулярний хейліт — характеризується болючістю, виникненням плям і тріщин у кутах рота;
- змішаний — можлива комбінація будь-якого з перелічених вище варіантів.

#### Кандидоз стравоходу
У хворого зазвичай в анамнезі хіміотерапія, застосування антибіотиків широкого спектра дії або інгаляційних стероїдів, наявність ВІЛ-інфекції або гематологічних чи органних злоякісних новоутворень. Пацієнти можуть не мати симптомів або мати один чи декілька з таких:
- Нормальна слизова оболонка порожнини рота (більше 50 % хворих)
- Дисфагія
- Одінофагія
- Ретростернальний біль
- Епігастральний біль
- Нудота і блювання.

#### Нестравоходний шлунково-кишковий кандидоз
У хворого часто в анамнезі неопластичне захворювання шлунково-кишкового тракту. Найбільш часто уражений шлунок, рідше тонка і товста кишки, приблизно у 15 % пацієнтів розвивається системний кандидоз травної системи. Діагноз, однак, не може бути поставлений виключно на позитивних результатах дослідження культури, оскільки приблизно чверть населення є носіями Candida. Можливі наступні клінічні прояви:
- епігастральний біль;
- нудота і блювання;
- біль в інших відділах живота;
- гарячка і озноб.

### Респіраторний кандидоз
Дихальні шляхи часто колонізуються видами роду Candida, особливо під час госпіталізації. Приблизно чверть амбулаторних пацієнтів також колонізуються видами з роду Candida.

#### Кандидоз гортані
Це рідкісна форма кандидозу, часто проміжна до розвитку генералізованого процесу. Вона в першу чергу виявляється у пацієнтів із гематологічними або онкологічними злоякісними новоутвореннями. Пацієнт не має характерних проявів, часто розпізнають її за допомогою прямої або непрямої ларингоскопії.

#### Кандидозний трахеобронхіт
Це також рідка форма кандидозу. Більшість пацієнтів є ВІЛ-інфікованими або мають значно знижений імунітет за інших причин. Більшість пацієнтів з кандидозним трахеобронхітом скаржаться на гарячку, продуктивний кашель та задишку. Фізикальне обстеження виявляє задишку та розсіяні хрипи. Діагноз підтверджуюють при бронхоскопії.

#### Кандидозна пневмонія
Вона рідко розвивається окремо і пов'язана з генералізованим кандидозом у рідкісних випадках. Найчастішим ураженням при цьому є абсцеси легень внаслідок гематогенного поширення видів Candida. Хворі скаржаться на задишку, кашель, гарячку. Фізикальне обстеження виявляє дихальну недостатність, розсіяні різного калібру хрипи.

### Сечостатевий кандидоз

#### Вульвовагінальний кандидоз
Це друга за частотою причина вагініту. Пацієнток турбує свербіж ділянки вульви, вагінальні виділення, дизурія та диспареунія. При огляді знаходять почервоніння вагіни та статевих губ, значні виділення і нормальний стан шийки матки при гістероскопічному дослідженні.

#### Кандидозний баланіт
Хворих турбує свербіж пеніса, а також поява на ньому білястих плям. Зараження відбувається шляхом прямого сексуального контакту з партнеркою або партнером, які мають відповідно або орофарінгеальний кандидоз, або вульвовагініт, або проктит кандидозного походження. При обстеженні виявляють пухирці на члені, які пізніше перетворюються на білі ерозивні поверхні. Висипання іноді поширюються на стегна, сідничні складки, сідниці та мошонку.

#### Кандидозний цистит
У багатьох заражених проявів немає. Іноді з'являється почастішання сечовипускання, термінові позиви, дизурія, гематурія та надлобковий біль. Часто розвивається при використанні катетера Фолі.

#### Асимптоматична кандидурія
Більшість пацієнтів після катетеризації зі стійкою кандидурією не мають проявів, як і ті, до яких катетеризація не проводилась. Кандидозний цистит часто важко диференціювати від асимптоматичної кандидурії, виходячи виключно з результатів посіву сечі, адже приблизно 5-10 % усіх сечових культур є позитивними на наявність Candida. У цій ситуації слід за показаннями застосувати цистоскопію.

#### Висхідний пієлонефрит
Використання стентів та індивідуальних пристроїв разом із наявністю цукрового діабету є основним фактором ризику виникнення висхідної нирково-лоханкової інфекції. Більшість пацієнтів повідомляють про біль у боці, судоми в животі, нудоту, блювання, підвищення температури тіла, озноб та гематурію.

#### Абсцес нирок
Пов'язаний з накопиченням грибків у паренхімі нирки. Це може призвести до обструкції сечових шляхів з наступною анурією та нирковою недостатністю.

### Системний кандидоз
Системний кандидоз можна розділити на дві форми: кандидемію (кандидозний сепсис) та дисемінований кандидоз (ураження внутрішніх органів).

#### Кандидемія
Грибки роду Candida наразі є четвертим за поширенням мікроорганізмом, які виділяють з крові. При цьому найчастіше відбувається:
- кількаденна гарячка, яка не припиняється при застосуванні антибактеріальних препаратів широкого спектра дії; часто є єдиним проявом кандидемії;
- тривала внутрішньовенна катетеризація;
- наявність декількох основних факторів ризику;
- макромодулярні ураження шкіри (приблизно у 10 % уражених);
- кандидозний ендофтальміт (приблизно у 10 % -28 %).

Інколи може виникати септичний шок, який супроводжується змінами гемодинаміки (артеріальна гіпотензія, тахікардія, задишка тощо).
Інші причини кандидемії без інвазивного захворювання включають наступне:
- Кандидоз, пов'язаний з периферичним внутрішньосудинним катетером — по видаленню катетера непогано піддається протигрибковому лікуванню.
- Кандидозний тромбофлебіт — пов'язаний із тривалою катетеризацією центральної вени, проявляється гарячкою і стійкою кандидемією, незважаючи на відповідну протигрибкову терапію та видалення катетера; можуть розвинутися сепсис та септичний шок.
- Ендокардит — найбільш поширеною причиною грибкового ендокардиту, частота якого неухильно збільшується, є, головним чином, C. albicans та C. parapsilosis (> 60 % випадків). Найчастіше уражені аортальні та мітральні клапани. Ендокардит може бути екзогенним (через пряму інокуляцію під час хірургічного втручання) або ендогенним (через гематогенну дисемінацію під час інвазивних втручань у судини). Пов'язаний з 4-ма основними факторами ризику, включаючи внутрішньовенне вживання героїну (часто пов'язане із зараженням C. parapsilosis), хіміотерапію, протезування клапани (приблизно 50 %) і тривале використання центральних венозних катетерів. Виявляють широкий спектр проявів, включаючи гарячку, що не зменшується під час введення антибактеріальних препаратів широкого спектра дії, артеріальну гіпотензію, шок, шуми в серці, а також великі септичні емболії у основні органи, характерні для грибкового ендокардиту.

#### Дисемінований кандидоз
Часто пов'язаний з кількома інфекціями внутрішніх органів або одиничною органною інфекцією. Культури крові є негативними у 40-60 % хворих з дисемінованим кандидозом. Зустрічається гарячка, яка існує й при застосуванні антибактеріальних препаратів широкого спектра дії. Гарячка часто пов'язана з проявами септичного шоку.

#### Кандидозний ендофтальміт
Виділяють дві основні форми кандидозного ендофтальміту — екзогенну та ендогенну.
- Екзогенна пов'язана з випадковим або ятрогенним (післяопераційним) пошкодженням очей та інокуляцією грибку з довкілля.
- Ендогенна виникає в результаті гематогенного заносу до ока. Вона виявляється у 10 % -28 % пацієнтів з кандидемією. Слід відзначити, що ендогенний кандидозний ендофтальміт є маркером дисемінованого кандидозу. У хворих відзначають:

- факт поранення очей;
- кандидемію;
- біль в оці;
- фотофобію;
- скотоми;
- мушки перед очима;
- часто гарячку.

Функціональне офтальмологічне обстеження показує ранні криволінійні ураження у задньому склоподібній порожнині з чітко вираженими краями та мінімальним помутнінням скління. Класичні ураження великі та біло-білі, схожі на бавовняну кульку, з нечіткими гранями, накритими основним туманом. Ураження трьохмірні і простягаються у склоподібне від поверхні сітківки. Вони можуть бути одиничними або численними.

#### Кандидоз нирок
Це часто є наслідком кандидемії або дисемінованого кандидозу. Іноді є гарячка, яка не змінюється при призначенні антибактеріальних препараті широкого спектра дії. Часто пацієнти або взагалі не мають проявів, або вони ніяким чином не пов'язані з ураженням саме нирок. Результати об'єктивного обстеження, як правило, не мають користі, діагноз можливий після дослідження сечі на грибки або біопсії нирок. Часто діагноз встановлюється посмертно, після проведення розтину.

#### Кандидозні ураження центральної нервової системи
Їх важко діагностувати. Дві основні форми ураження включають екзогенну та ендогенну.
- Екзогенна виникає внаслідок післяопераційної інфекції, травми, поперекової пункції або шунтування.
- Ендогенну спричинює кандидемія.

Як і у випадку з іншими органними інфекціями, які спричинюють Candida, пацієнти зазвичай мають основні фактори ризику дисемінованого кандидозу. Кандидозні ураження центральної нервової системи часто зустрічаються у пацієнтів, які знаходились протягом тривалого періоду часу в лікарнях. Клінічні форми ураження:
- менінгіт;
- гранулематозний васкуліт;
- енцефаліт з мікроабсцесами;
- мікотичні аневризми.

Гарячка не відповідає застосуванню антибактеріальних препаратів широкого спектра дії, змінюється психічний стан, виявляють при об'єктивному лікарському обстеженні менінгеальні симптоми, загальмованість або кому.

#### Кандидозний міокардит та перикардит
Це ураження обумовлене прямим гематогенним поширенням у поєднанні з кандидемією і рідко безпосереднім проникненням з груднини або стравоходу. Міокардит та перикардит виникають у вигляді дифузних абсцесів, розсіяних по всьому міокарду, оточеному нормальною серцевою тканиною. У хворих з дисемінованим кандидозом частота кандидозного міокардиту-перикардиту сягала 50 %. При обстеженні виявляють гарячку, артеріальну гіпотензію, шок, тахікардію та аускультативно шуми в серці.

#### Кандидозний артрит, остеомієліт, реберний хондрит, міозит
Ураження опорно-рухового апарату кандидозної природи останнім часом стали набагато частішими, можливо, через збільшення частоти кандидемії та дисемінованого кандидозу. Найчастіше уражається колінні суглоби і хребет. Ці ураження розділяють на екзогенні або ендогенні форми.
- екзогенна обумовлена прямим зараженням ззовні після операції або травми. Уражені місця:

- ребра і кістки ніг (пацієнти <20 років);
- хребет та навколоспинальні абсцеси (дорослішання);
- пласкі кістки (будь-яка вікова група);
- груднина (загалом спостерігається після хірургічного втручання на серці).

- ендогенна виникає внаслідок кандидемії.

Часто симптомів бракує, виявляються фактори ризику, характерні для дисемінованого кандидозу, а також біль, локалізований на постраждалих ділянках. Під час огляду виявляють зміни в уражених ділянках — еритему та деформацію кісток, іноді нориці.

##### Артрит
Кандидозний артрит, як правило, є ускладненням дисемінованого кандидозу, але його може спричинити травма або пряма інокуляція через хірургічне втручання або ін'єкції стероїдів. Більшість випадків починаються гостро, як гнійний синовіт. Часто процес прогресує до остеомієліту. Крім того, Candida артрит після заміни суглобів не є рідкістю.

##### Остеомієліт
Кандидозний остеомієліт теж має екзогенну та ендогенну форму. Екзогенна виникає через пряму інокуляцію грибків під час операції, травми або ін'єкції стероїдів. Ендогенна форма є ускладненням кандидемії або дисемінованого кандидозу. У більшості випадків внаслідок гематогенного поширення залучаються хребетні диски, процес прогресує з поширенням у тіло хребців. Інші уражені при цьому кістки — зап'ястя, стегна, лопатки та проксимальні відділи плечової кістки.

##### Реберний хондрит
Це незвичайна форма кандидозу, ураження реберних хрящів. Як правило, обумовлений поширенням внаслідок кандидемії або під час операції на груднині. Часто хворих турбує біль, локалізований у зоні ураження.

##### Міозит
кандидозний міозит є рідкістю, але часто пов'язаний з дисемінованим кандидозом. Більшість пацієнтів мають нейтропенію та скаржаться на м'язовий біль.

#### Кандидозний перитоніт
Часто є зв'язок з хірургічним втручанням до шлунково-кишкового тракту, прикритою перфорацією кишечнику або перитонеальним діалізом. Кандидозний перитоніт, як правило, залишається локалізованим, поширюючись далі гематогенно лише у 15 % випадків. Діапазон проявів широкий і включає гарячку, озноб, біль у животі та спазми м'язів, нудоту, блювання та запор. При об'єктивному обстеженні виявляють симптоми подразнення очеревини, больові відчуття при надавлюванні на живіт, відсутність перистальтики кишок і кишкових шумів.

#### Кандидозний абсцес селезінки та гіперспленізм (збільшення селезінки)
Обидва є проявами дисемінованого кандидозу і, як правило, одночасно перебігають з ураженням печінки.

#### Кандидний холецистит
Є рідким і, як правило, пов'язаний з бактеріальним холангітом. Загалом, кандидозний холецистит діагностується під час операції, коли можливе безпосереднє виявлення грибків у видаленому жовчному міхурі.

### Хронічний системний кандидоз
Кандидоз з гепатоспленомегалією є однією з форм системного кандидозу у хворих з злоякісними ураженнями системи крові та нейтропенією; розвивається під час фази відновлення нейтропенії. Можуть спостерігатися:
- гарячка попри застосування антибактеріальних препаратів широкого спектра;
- біль у правому верхньому квадранті живота;
- біль у животі посилюється під час його розтягування;
- жовтяниця (рідко);
- гепатоспленомегалія <40 %.

## Діагностика
Діагностика є копіткою, має враховувати клінічні дані, анамнестичні фактори ризику, фонові хвороби. Мікроскопічне обстеження з виявленням грибків можливе зі слини, сечі, фекалій, вагінального секрету, але має обов'язково оцінюватися у відповідності з клінічними даними. Виділення чистої культури представників роду Candida з їхньою видовою ідентифікацією є трудомістким і тривалим процесом, особливо при виділенні з крові. На сьогодні в США існує швидкий кров'яний тест, який дозволяє виявити C. albicans, C. tropicalis, C. parapsilosis, C. glabrata та C. krusei, але він ще має високу кількість несправжньо-позитивних результатів. При ураженні окремих органів використовують інструментальні дослідження (зокрема, при ураженні стравоходу — фіброгастродуоденоскопію, при ураженні бронхо-легеневої системи — бронхоскопію тощо). За необхідності проводять біопсію з подальшим дослідженням біоптатів.

## Лікування
Лікування, які використовується, іноді істотно різниться в залежності від анатомічної локалізації грибкової інфекції, фонових захворювань пацієнта та імунного статусу, факторів ризику інфікування, відмінностей видів роду Candida, що спричинили ураження, і в деяких випадках, від стійкості видів роду Candida до специфічних протигрибкових препаратів. Головним напрямком залишається етіотропна терапія.
Найбільш локалізовані інфекції шкірного кандидозу можна лікувати будь-якою кількістю місцевих протигрибкових засобів (наприклад, мазі клотримазолу, еконазолу, циклопіроку, міконазолу, кетоконазолу, ністатину, натаміцину). У випадках поширених шкірних уражень, особливо у пацієнтів із порушеннями імунітету, фолікуліту або оніхомікозу рекомендується системне протигрибкове лікування. При пароніхії воно проводиться після хірургічного спорожнення. Для онхомікозу таблетований ітраконазол є найбільш ефективним. Є дві схеми лікування: щоденна доза ітраконазолу протягом 3-6 місяців або режим імпульсних доз, який потребує трохи більшої добової дози протягом 7 днів, після чого три тижні не вводять жодного препарату. Цикл повторюється кожен місяць протягом 3-6 місяців.
Орофарингеальний кандидоз можна лікувати або місцевими протигрибковими засобами (наприклад, ністатин, клотримазол, амфотерицин В, оральна суспензія) або системними оральними азолами (флуконазолом, ітраконазолом або позаконазолом). Інфекції у ВІЛ-позитивних пацієнтів, як правило, реагують повільніше і приблизно в 60 % пацієнтів повторюються протягом 6 місяців після першого епізоду. Приблизно у 3 % -5 % хворих на розвинену ВІЛ-інфекцію (кількість CD4-клітин <50 / мкл) може розвинутися резистентність орофарингеального кандидозу до протигрибкових препаратів. У цих ситуаціях, крім спроби корекції імунної дисфункції з ВААРТ, можна спробувати збільшити дозу флуконазолу до 0,8 г на добу або ітраконазолу до 0,6 г/добу. Позаконазол 400 мг перорально двічі на день також дає результати у таких хворих. Додатково, каспофунгін 0,05 г / добу та анідулафунгін 0,1 г / добу внутрішньовенно також є ефективними в цій ситуації. Амфотерицин B практично не використовується для лікування таких випадків, але в разі застосуванні можна використати низькі дози амфотерицину В по 0,0003-0,0007 г / кг маси тіла.
Лікування ураження стравоходу вимагає системної терапії флуконазолом протягом 14-21 дня. Парентеральна терапія флюконазолом може знадобитися спочатку, якщо пацієнт не в змозі приймати препарат перорально. Щоденна подавляюча протигрибкова терапія з флуконазолом 0,1-0,2 г / день ефективна для профілактики повторного виникнення, але вона повинна застосовуватися лише в тому випадку, якщо рецидив стає частим або призводить до недоїдання через погане ковтання. Також можливе замість флуконазолу застосування ітраконазолу, вориконазолу, каспофунгіну, мікафунгіну, анідулафунгіну чи амфотеріцину В.
Вульвовагінальний кандидоз лікується за допомогою місцевого застосування протигрибкових засобів або однієї дози 0,15 г флуконазолу перорально. Показано, що застосування цієї однієї дози в гострих випадках дає більшу клінічну та мікробіологічну ефективність, ніж місцеві протигрибкові засоби. Невеликий відсоток (<5 %) жінок мають хронічний перебіг вульвовагінального кандидозу, наприклад, через наявність супутньої ВІЛ-інфекції, що часто вимагає тривалої або профілактичної оральної азольної терапії. У таких пацієнток рекомендований режим включає флуконазол по 0,15 г через день 3 рази, після чого щотижнево флуконазол 0,15—0,2 г протягом 6 місяців. Цей режим запобігає подальшому рецидиву в більше ніж 80 % жінок.
Кандидозний цистит у некатетеризованих пацієнтів слід лікувати флуконазолом у дозі 0,2 г на день перорально впродовж щонайменше 10-14 днів. Для катеризованих першим кроком завжди є виліковування гострих сечових інфекцій. А катетер Фолея слід зняти або замінити до початку антигрибкової терапії. Якщо кандидурія зберігається й після зміни катетера, то пацієнтів можна лікувати по 0,2 мг на день флуконазолу перорально протягом 14 днів. Альтернативна терапія включає зрошення амфотерицином В сечового міхура. Проте його застосування для лікування кандидурії істотно обмежується, тому використання зрошування амфотерицином В сечового міхура рідко потрібне.
При кандидозі нирок незалежно від того, яким чином відбулось потрапляння грибків, необхідна системна протигрибкова терапія. Флуконазол 0,4 г / день внутрішньовенно або перорально протягом мінімум 2 тижнів є настільки ж ефективним, як амфотерицин В, що дає змогу уникнути небажаних токсичних побічних дій, які притаманні амфотерицину В. Але іноді необхідним є застосування амфотерицину в дозі становить 0,0005-0,0007 г / кг внутрішньовенно на день до дози 1-2 г, яку вводять протягом 4-6 тижнів.
Кандідемія вимагає лікування у всіх пацієнтів, склад препаратів залежить від наявності або відсутності нейтропенії. У хворих без нейтропенії флуконазол є препаратом вибору в більшості випадків кандидемії та дисемінованого кандидозу. Флуконазол у дозі 0,4 г / день ефективніший як амфотерицин В. Крім того, флюконазол має ряд переваг, включаючи зниження рівня нефротоксичності та легкість використання через високий ступінь біодоступності та тривалий період напіввиведення препарату. Парентеральний флуконазол може бути змінений за потреби на пероральну композицію з однаковою ефективністю. Особливі підходи (ехінокандін) рекомендується для лікування кандидемії у більшості пацієнтів з нейтропенією. Флуконазол є альтернативою у пацієнтів, якій мають легший перебіг. Воріконазол можна використовувати, якщо й інші грибкові ураження. Стандартна рекомендована доза для флуконазолу становить 0,8 г як навантажувальна доза, а потім у дозі 0,4 г / день протягом щонайменше 2 тижнів терапії після отримання негативного результату культури крові або при наявності клінічних ознак поліпшення. Доступні ехінокандіни для кандидемії включають наступні:
- каспофунгін може бути застосований у дозі 0, 07 г, а потім 0,05 г / день внутрішньовенно тривалістю мінімум 2 тижні після поліпшення стану або отримання негативної культури крові. Це ефективна альтернатива для тяжких уражень слизової оболонки та системних інфекцій, зумовлених Candida, особливо такими як C. glabrata.
- анідулафунгін може бути застосований у дозі 0,2 г, а потім по 0,1 г внутрішньовенно тривалістю мінімум 2 тижні після поліпшення стану або отримання негативної культури крові. Це ефективна альтернатива для тяжких уражень слизової оболонки та системних інфекцій, зумовлених Candida, особливо такими як C. glabrata.
- мікафунгін слід вводити внутрішньовенно в дозі 0,1 г / д, тривалістю мінімум 2 тижні після поліпшення стану або отримання негативної культури крові. Це ефективна альтернатива для тяжких уражень слизової оболонки та системних інфекцій, зумовлених Candida, особливо такими як C. glabrata.
- воріконазол можна призначати в дозі 0,006 г / кг маси тіла внутрішньовенно або перорально двічі на день, потім по 0,003 г / кг перорально двічі на день або 0,002 г перорально двічі на день у пацієнтів, що не мають нейтропенії.
- дезоксихолат амфотерицину В слід застосовувати внутрішньовенно в дозі 0,0007 г / кг / день до загальної дози 1-2 г протягом 4-6 тижнів. Ліпосомальні (нашкірні) препарати амфотерицину В мають більшу ефективність порівняно з традиційним амфотерицином В, але токсична побічна дія на нирки відбувається рідше при застосуванні внутрішньовенного препарату.

При хронічному слизово-шкірному кандидозі зазвичай використовують перорально флуконазол у дозі 0,1-0,4 г / день, або ітраконазол у дозі 0,2-0,6 г / день, доки стан не покращиться. Початкова терапія завжди супроводжується підтримуючою тим же препаратом протягом всього життя.
При гепатоспленічному кандидозі терапія починається з призначення амфотерицину В дезоксихолату протягом щонайменше 2 тижнів, після чого відбувається перехід на флуконазол у дозі 0,4 г / день протягом ще 4-12 тижнів залежно від відповіді пацієнта на лікування.
Деякі з видів роду Candida вимагають особливої уваги через їхню резистентність до протигрибкових препаратів. Так C. glabrata є стійким до флуконазолу в 15 % -25 % випадків і має знижену сприйнятливість до більшості протигрибкових ліків, тому в разі виникнення уражень, які спричинює C. glabrata, застосовують каспофунгін 0, 07 г внутрішньовенно як навантажувальна доза, потім 0, 05 г / д; анідулафунгін 0,2 г як первинна доза, потім 0,1 г / д; або мікафунгін по 0,1 г / день внутрішньовенно. Альтернативою є воріконазол по 0,006 г / кг, який вводять двічі в перший день, потім по 0, 003 г / кг двічі на добу або 0,2 г двічі на день перорально. Інші варіанти включають амфотерицин В деоксіхолат (0,001 г / кг / день) або нашкірні його препарати з розрахунку 0,003-0,005 г / кг.
Кандидоз, який спричинює C. krusei, вимагає використання не флуконазолу, тому що цей організм є стійким до флуконазолу і має знижену сприйнятливість до ітраконазолу, кетоконазолу та амфотерицину В. Отже, переважна схема включає ехінокандини (каспофунгін, аніділуфангун або мікафунгін) вориконазол або амфотерицин В в дозі 0,0001 г / кг / день. Кандидоз, який спричинює C. lusitaniae чи C. guilliermondi, вимагають застосування флуконазолу, вориконазолу або ехінокандину, оскільки ці види часто є внутрішньо стійкими до амфотерицину В або швидко формують резистентність до амфотерицину В, коли пацієнт його вживає.
Альтернативні схеми можуть бути застосовані у пацієнтів, які не переносять традиційні препарати або коли грибки є резистентними до них. Комбінація амфотерицину В та флуцитозину рекомендована в особливих ситуаціях, зокрема застосовується у імуноскомпрометованих пацієнтів, хворих на ендофтальміт, менінгіт або остеомієліт.
У ряді випадків необхідним є хірургічне лікування. Випадки кандидозу органів, пов'язані з формуванням абсцесу, вимагають проведення хірургічних дренажних процедур разом з відповідною протигрибковою терапією. Кандидозне ураження суглобів вимагає протезування. Хірургічний дренаж, як правило, необхідний для лікування ураження легень та остеомієліту хребта. Кандидозні абсцеси селезінки часто потребують видалення цього органу.